# 船岡山 (新潟県小千谷市)
船岡山（ふなおかやま）は、新潟県小千谷市にある丘。標高は104.9m。

## 地理
小千谷市中心部に位置する。山の中腹まで住宅街が形成され、山頂付近は西小千谷地区へ上水道の供給を調整する船岡山配水池、桜の名所でもある船岡公園や北越戊辰戦争で戦死した西軍の墓地がある。

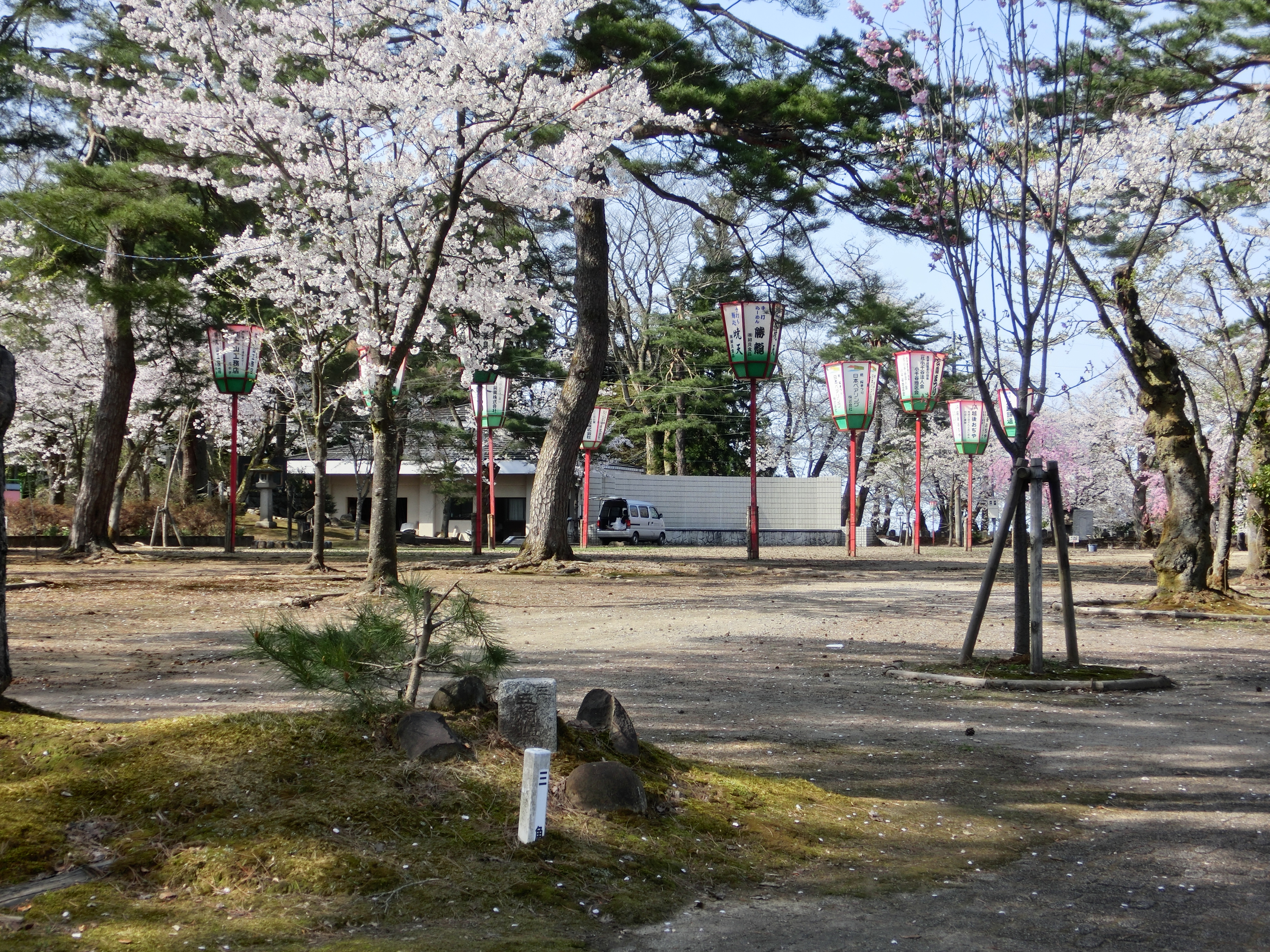
船岡山山頂三角点と船岡公園広場
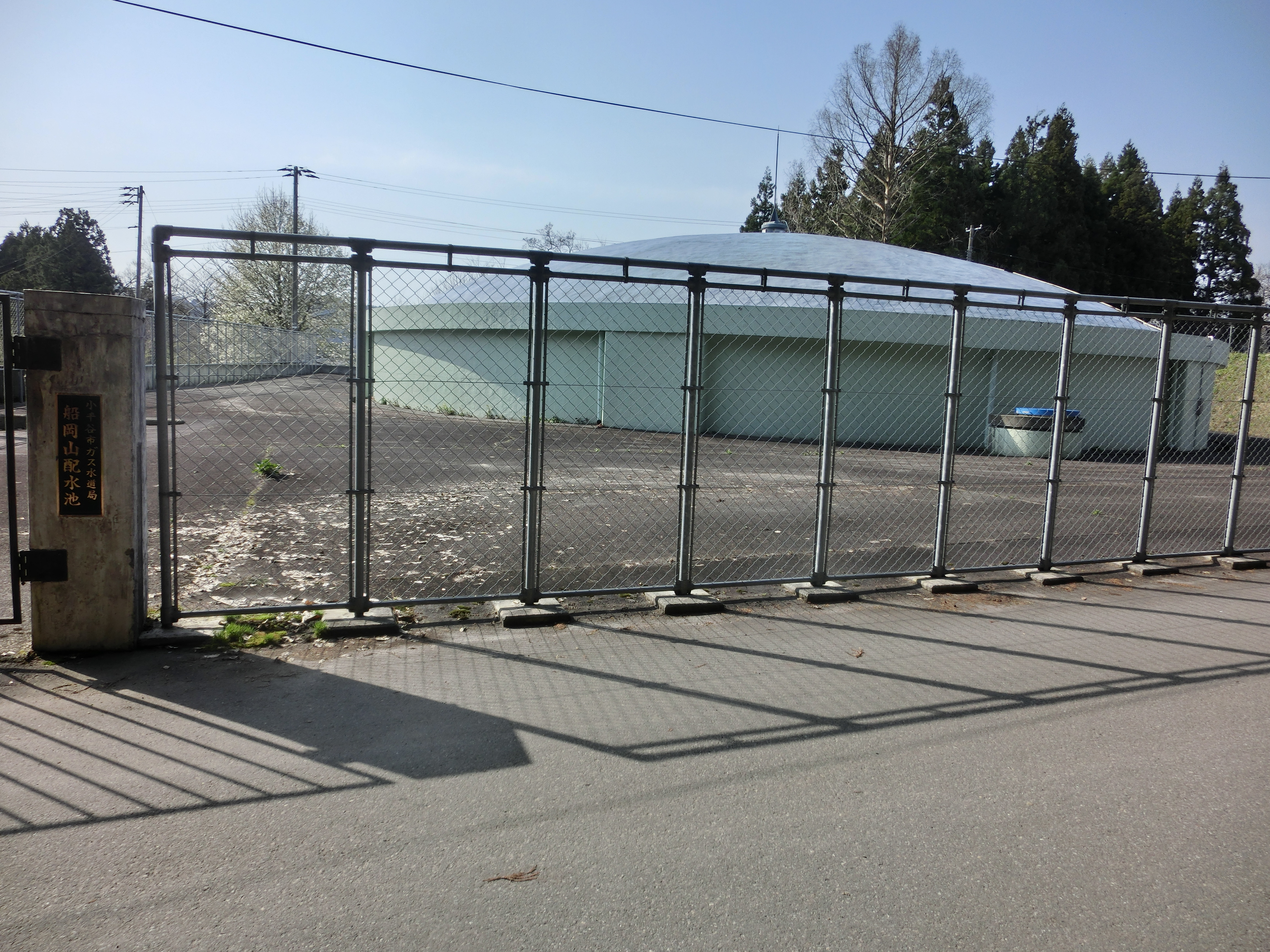
船岡山配水池

## 文化
山麓にある和菓子舗の菓子処春泉堂は「船岡山」という商品を販売している。